# ۴۷۵ (خورشیدی)
۴۷۵ چهارصد و هفتاد و پنجمین سال هجری خورشیدی است.